# Pioneer Woman - Donna di Frontiera
Pioneer Woman - Donna di frontiera (The Pioneer Woman) è uno show televisivo di genere reality statunitense in onda su Food Network. È presentato da Ree Drummond, pluri-premiata blogger e autrice di best seller di cucina. 
La serie presenta la vita quotidiana della Drummond con la sua famiglia, composta da un marito allevatore e dai figli, e con i suoi amici, principalmente nel suo ranch a Pawhuska, in Oklahoma.
Il titolo della serie è tratto dal blog della Drummond con lo stesso nome.